# Южно-Дубровинське сільське поселення
Южно-Дубро́винське сільське поселення (рос. Южно-Дубровинское сельское поселение) — муніципальне утворення у складі Армізонського району Тюменської області, Росія.
Адміністративний центр — село Южно-Дубровне.

## Населення
Населення — 530 осіб (2020; 535 у 2018, 595 у 2010, 700 у 2002).

## Склад
До складу поселення входять такі населені пункти:
| Населений пункт     | Населення, осіб (2002) | Населення, осіб (2010) |
| ------------------- | ---------------------- | ---------------------- |
| Гогліна, присілок   | 30                     | 28                     |
| Комлева, присілок   | 61                     | 37                     |
| Поле, присілок      | 72                     | 57                     |
| Южно-Дубровне, село | 537                    | 473                    |